# Aphytis minutissimus
Aphytis minutissimus är en stekelart som först beskrevs av Girault 1913.  Aphytis minutissimus ingår i släktet Aphytis och familjen växtlussteklar. Inga underarter finns listade i Catalogue of Life.